# 戸田藤一郎
戸田 藤一郎（とだ とういちろう、1914年11月22日 - 1984年7月11日）は、兵庫県神戸市出身の元プロゴルファー。本名「阪野 藤一郎」。
戦前、戦後を通じ「トイチ」のニックネームで天才プロと謳われた。

## 来歴
大阪外国語学校卒。
実家の近くに日本で2番目に出来たゴルフコース「横屋ゴルフ・アソシエーション」があり、近所に住んでいた日本プロ第1号の福井覚治にゴルフを教えてもらった。小学生の時からキャディを始め、客のプレーを盗み見しながらゴルフを覚える。
1933年に出来たばかりの廣野ゴルフ倶楽部にプロ助手として入社し、この頃は200ヤード先にある松を目標に、毎日何百発、何千発とアイアンで打ち込み、ついに松を枯らしてしまったことがあった。
同年の関西オープンでデビューし、弱冠18歳で第一人者の宮本留吉を1打差で下して初優勝。1934年には19歳で関西プロに勝ち、1935年には20歳で日本プロを制覇。
同年には4月に日本代表として日米親善試合のため船でアメリカへ遠征し、10月には自費にて船で2度目のアメリカ遠征をする。12月27日からのパサデナオープンから1936年1月10日からのロサンゼルスオープン、4月のマスターズ、6月の全米オープンなどを含め17戦のウィンターツアーに参戦。12月10日に横浜港からアメリカに向けて旅立ち、同25日にロサンゼルスに到着して2日後に出場したパサディナオープンは流石に長旅の疲れもあったのか、予選落ちを喫した。年が明けて2戦目から徐々に実力を発揮し始め、1月10日からのロサンゼルスオープンは決勝ラウンドに残って30位、続くサクラメントオープンでは13位に入る。1試合置いて同30日開幕のサンタカタリナ島オープンではパー66のコースではあったが、62、67、66、63と好スコアを連発し、通算6アンダーの258をマークし5位に食い込んだ。ジョージア州開催のトーマスヴィルオープンでは9位に入り、ハリウッドオープンでは初日こそ73と苦戦して42位と出遅れたが、2日目は復調して68をマークし20位に浮上。最終日も好調を維持して68、68と好スコアを続け、通算3アンダーの277でホールアウト。この大会で優勝したヴィック・ゲッジのスコアは276であり、戸田は優勝者にわずか1打及ばなかっただけで、トニー・ペンナと並ぶ2位タイと健闘 。歴史的快挙に後一歩迫り、325ドルの賞金を手にした。前年12月から約5ヶ月に及んだツアーで2位1回、5位1回などの好成績を収めて1019ドルを稼ぎ、賞金ランク22位と素晴らしい成績を挙げ、台湾出身の陳清水と共に日本人初のマスターズ出場も果たす。4月2日開幕の予定が雨で1日順延となり、最終日も雨で延期と大幅にスケジュールが狂う中、通算17オーバー305で29位に入っている。全米オープンでは初日73とまずまずであったが、2日目に80と崩れて予選を通過できなかった。
遠征中はハリー・クーパーにアドバイスを貰ってから、小柄ながらアメリカ人選手にも負けない程の驚異的な飛ばし屋に変身。エキジビションマッチのドラダイビングコンテストでも300ヤードをクリアして大柄なアメリカ人選手より遥かに飛ばしドラコン賞も獲得。エキジビションではボビー・ジョーンズともラウンドし、代名詞でもあるパンチショットはジョーンズも驚かせ、マスターズではジョーンズより上位に入った。後にある日本人プロがサム・スニードとラウンドした際にレッスンを申し込んだところ、スニードに「私なんかより日本にはミスター・トダという名手がいるではないか、彼に聞いたほうがいい答えをもらえるよ」と諭されたという話があり、ジーン・サラゼンもべた褒めであった。当時アメリカのトッププロであったウォルター・ヘーゲンが回顧録で日本から来た6選手の中の戸田を評し、「素質抜群、外国勢でもトップクラス」と書いた。
1938年のフィリピンオープンではノーマン・フォン・ニダ（ オーストラリア）から6打差3位、1940年の同大会ではジャグ・マックスペイドン（ アメリカ合衆国）、エメリー・ジンメルマン（アメリカ）、宮本に次ぐ4位に入る。
1939年には24歳で日本オープン、日本プロ、関西オープン、関西プロに勝ち、当時の年間グランドスラムを達成。同年6月の日本オープンは5打差で圧勝、3ヶ月後の9月の関西プロではマッチプレーの決勝戦を宮本留吉と18ホールで争い、5&4で完勝。さらに関西オープンも7打差で圧勝して強さを見せつけると、注目の4冠が懸かった10月の日本プロは、36ホールストロークプレーの予選ラウンドを宮本が1位、戸田が2位で通過。16人が進出したマッチプレーでも2人は順当に勝ち進み、36ホールの決勝戦は宿命の対決となるが、試合は3アップとリードした戸田が34ホール目の名物パー3、16番（現在の17番）の1打目を右崖下に落とす大ピンチ。バーディチャンスにつけた宮本が巻き返すかに見えたが、戸田がナイスリカバリーを見せてパーでしのぐ。一方の宮本はチャンスを外し、戸田が3&2で初の年間グランドスラムを達成した。
輝かしい実績の一方で私生活は堕落しており、大酒を飲み、女に溺れ、借金も作った。倶楽部メンバーのクラブを勝手に売り払い、1948年にはゴルフ界を追放される。プロ資格を剥奪され、トーナメントは出入り禁止、レッスンプロの資格も失った。この後は姿を隠すが、その間はギャンブルや賭けゴルフで稼いでいた。
1955年には前年に四国最初のゴルフ場として誕生した高松カントリー倶楽部にヘッドプロとして招かれ、幼い日の鈴木規夫は心躍らせながら戸田のプレーぶりを見つめた。鈴木は12番、13番、17番、18番の4ホールしか見られなかったが、毎回その姿を追いかけていた。小学1年生になった頃には戸田が心のヒーローになっていたが、当時の鈴木には「ゴルフがうまい、ただのオッチャン」という認識しかなかった。
1959年にプロ復帰を許されると、パンチショットを駆使して年齢を重ねてからも輝きを放ち、1963年には48歳9ヶ月29日の大会最年長で日本オープンに優勝。
日本オープンでは初日に3番1m、4番6mを沈め、7番では第2打4番アイアンで30cmに付けた。8、8番では3m、4mを決め、折り返した10番では第1打をクロスバンカーに入れたが5番アイアンで1mに付けて4連続バーディー。この時点で6アンダーとし、老ギャラリーは「往年のショットそのまま、膝を使ってダウンブローに打つ姿は衰えていない」と懐かしんでいた。12番ではグリーンオーバーして唯一のボギーを叩いたが、コース新記録5アンダー67で首位に立って周囲をまず驚かせた。2日目には常時5～7mの強風に腰がふらつくなど苦戦し、4、5番連続ボギーなど3オーバー75とスコアを落として通算2アンダーでホールアウトするが、対照的に快調にプレーを進めた石井朝夫から2打差2位タイに付ける。最終日の36ホールは風が収まり、絶好のコンディションで行われた。首位スタートの石井朝はパッティングが決まらず午前のラウンドで74を叩いて後退する中、「最後には崩れるだろう」という下馬評を覆して戸田が70で回り、69をマークした細石憲二と共に通算4アンダーで首位に並ぶ。午後には1打差で追っていた杉原輝雄が2番で第1打を左OBにするダブルボギーで脱落し、戸田と細石の一騎打ちになった。11番で共にバーディーなど譲らず、14番パー5でバーディーパットは戸田が先に6mを入れ、細石が3mを外した。15番で細石が3パットしたことで決着し、戸田は14年ぶりの優勝を24年ぶりの日本オープン優勝で飾った。
1965年には第1回関西有名プロゴルフ競技で杉原輝雄と同スコアながら、50歳で優勝し初代覇者となる。
シニア入り後は日本プロシニアで5連覇を含む6勝（1966年-1970年, 1972年）し、公式戦でも1969年には54歳にして、1971年には56歳にして32歳、34歳の杉原を破り、関西プロを制している。1971年は新進の杉原と一歩も譲らぬプレーオフを演じ、10番、11番、18番の3ホール合計で争うもので、2人のプレーを大勢のギャラリーが見守った。10番、11番はお互いにパーで、勝負は18番にもつれ込む。途中からやや上りのホールで、56歳の戸田はすっかり疲れ果てていたが、杉原は「おとっつあん、しっかりしってよ」と戸田の尻を押しながら歩いた。結果はパット勝負となり、杉原は敗れたが、戸田との互角の勝負を繰り広げたことで、杉原の名声はますます上がった。
年齢に関係ない強さを発揮するが、晩年はゴルフ場建設にからむ金銭問題に巻き込まれ、住所を転々とする。最後は当時知り合った女性と一緒に、京都で蕎麦屋「藤十郎」を開き、蕎麦打ちで生計を立てていた。その傍ら、月刊パーゴルフで、有望な若手選手をコーチする「戸田道場」という連載を持ち、1974年には村上隆にパッティングを教えた。村上は1975年に日本オープン、日本プロ、日本マッチプレー、日本シリーズの4大タイトルを年間制覇して賞金王になった。
1977年のゴルフダイジェストトーナメントでは初日に強風でスコアを崩す選手が続出する中、アンダーパーが僅か6人の中に入っただけでなく、ボギーなしバーディーの4アンダー68で首位に立った。得意なクラブを使って、飛ばさず、外さず、堅実なゴルフを見せ、ロングホールの3番、第4打のアプローチを15mもオーバーさせながら一発でパットを決める。6番、7番も2mのパットを難なく沈めたほか、13番でもバーディーと、完全に調子に乗った。翌日の新聞には『62歳健闘、戸田が首位』『トップに62歳・戸田』『ボギーなしの「68」』『若いの何しとるねん！“天才おやじ”高笑い』と痛快な見出しが躍ったが、2日目には5オーバーと乱れて通算1オーバーで中嶋常幸と並んでの13位タイに後退し、最終日には通算16オーバー304で57位に終わった。
1980年には全米オープン直前の青木功に練習ラウンドをお願いされ、パンチショットのヒントを掴んだ青木はジャック・ニクラスの2位に入る。1983年にはスランプ時代の尾崎将司と練習ラウンドをし、ウィーク過ぎるグリップの修正、左肩の回し方など復活のためのアドバイスをする。金井清一なども教えたが、永年の酒などの不摂生の影響もあり、十二指腸潰瘍により1984年7月11日死去。69歳没。
尾崎は戸田の遺言とも言えるアドバイスを元に自分なりに試行錯誤しながら1986年に復活した。
2012年には宮本、浅見緑蔵、中村寅吉、小野光一、小針春芳、林由郎と共に第1回日本プロゴルフ殿堂入りを果たす。

## 主な優勝

### レギュラー
- 1933年 - 関西オープン
- 1934年 - 関西プロ
- 1935年 - 日本プロ
- 1936年 - 関西オープン
- 1938年 - 日本プロ、関西プロ
- 1939年 - 日本プロ、日本オープン、関西オープン、関西プロ
- 1940年 - 日本プロ、関西プロ
- 1949年 - 関西オープン
- 1963年 - 日本オープン
- 1965年 - 関西有名プロ（杉原と同スコア）
- 1969年 - 関西プロ
- 1971年 - 関西プロ

### シニア
- 1966年 - 日本プロシニア
- 1967年 - 日本プロシニア
- 1968年 - 日本プロシニア
- 1969年 - 日本プロシニア
- 1970年 - 日本プロシニア
- 1972年 - 日本プロシニア